# You Can't Kill Me
Albums de 070 Shake
Modus Vivendi
(2020)
You Can't Kill Me est le deuxième album studio de 070 Shake, sorti en 2022. Il est distribué par Def Jam. La production est assurée par 070 Shake elle-même et plusieurs autres producteurs, tels que Mike Dean, Dave Hamelin, David Andrew Sitek, ILYA, johan lenox, entre autres.

## Liste des titres
| 1.    | Web                                   | 070 Shake                           |  | 2:06 |
| 2.    | Invited                               | 070 Shake                           |  | 2:41 |
| 3.    | History                               | 070 Shake                           |  | 4:50 |
| 4.    | Medicine                              | 070 Shake                           |  | 3:15 |
| 5.    | Skin and Bones                        | 070 Shake                           |  | 3:34 |
| 6.    | Blue Velvet                           | 070 Shake                           |  | 4:36 |
| 7.    | Cocoon                                | 070 Shake                           |  | 3:21 |
| 8.    | Body (feat. Christine and the Queens) | 070 Shake, Christine and the Queens |  | 3:30 |
| 9.    | Wine and Spirits                      | 070 Shake                           |  | 3:15 |
| 10.   | Come Back Home                        | 070 Shake                           |  | 5:01 |
| 11.   | Vibrations                            | 070 Shake                           |  | 3:41 |
| 12.   | Purple Walls                          | 070 Shake                           |  | 2:49 |
| 13.   | Stay                                  | 070 Shake                           |  | 2:42 |
| 14.   | Se Fue La Luz                         | 070 Shake                           |  | 3:25 |
| 48:52 |                                       |                                     |  |      |

## Réception
L'album You Can't Kill Me reçoit un bel accueil. Pitchfork pointe le contexte plus subtil de l'album où l'angoisse romantique se ressent dans les mélodies marmonnées mêlée aux synthés vifs et rythmes forts. Si ce style musical se ressent dans tout l'album, le son Body contraste et offre une "énergie salvatrice" à mi-chemin de l'écoute et valorise l'empowerment féminin.